# Porcellio siculoccidentalis
Porcellio siculoccidentalis is een pissebed uit de familie Porcellionidae. De wetenschappelijke naam van de soort is voor het eerst geldig gepubliceerd in 1992 door Viglianisi, Lombardo & Caruso.